# Alcohol primario

Etanol

Butaociodo

Un alcohol primario es un alcohol que tiene el grupo hidroxilo conectado a un átomo de carbono primario. También se puede definir como una molécula que contiene un grupo “–CH2OH”. En contraste, un alcohol secundario tiene una fórmula "-CHROH" y un alcohol terciario tiene una fórmula “–CR2OH”, donde "R" indica un grupo que contiene carbono.
Ejemplos de alcoholes primarios incluyen etanol y nonanol.
Algunas fuentes incluyen metanol como alcohol primario, que incluye la edición de 1911 de la Enciclopedia Británica, pero esta interpretación es menos común en los textos modernos [cita requerida].